# 1354

## Починали
- Деян, деспот
- 7 септември – Андреа Дандоло, венециански дож